# Domoljubi za Evropo
Domoljubi za Evropo (angleško Patriots for Europe, PfE ali Patriots) je desna politična skupina Evropskega parlamenta, ki je bila oblikovana ob ustanovitvi 10. Evropskega parlamenta po evropskih volitvah 2024. Zavezništvo si javnosti predstavili konec junija 2024 na tiskovni konferenci na Dunaju, kjer so sodelovali ustanovitelji: madržarski premier Viktor Orban (Fidesz), češki premier Andrej Babiš (ANO 2011) in evropski poslanec Herbert Kickl (Avstrijska svobodnjaška stranka).

## Zgodovina
30. junija 2024 so predstavniki treh ustanovnih strank podpisali »Domoljubni manifest za prihodnost Evrope«, ki naj bi bil osnova za sodelovanje v novi politični skupini. Po manifestu je edina prava evropska politika tista, katere legitimnost izhaja iz obstoja evropskih narodov in ki ohranja in slavi evropsko identiteto, tradicijo in običaje ter nadaljuje njihovo grško-rimsko in judovsko-krščansko dediščino. Manifest določa ideologijo zavezništva, ki vključuje večjo suverenost držav članic EU, strožje ukrepe proti nezakonitim migracijam in revizijo Zelenega dogovora za Evropo.
1. julija sta pristopili madžarska Krščansko demokratska ljudska stranka (KNDP) z enim evroposlancem ter portugalska nacionalistična stranka Dovolj! (Chega!) z dvema evroposlancema. 5. julija sta sledili španska stranka Vox, ki je zapustila konzervativno zavezništvo ECR, ter nizozemska Stranka za svobodo (PVV). 6. julija sta se priključili Danska ljudska stranka ter belgijski Flamski interes, s čimer je zavezništvo uradno izpolnilo kriterij za novo politično skupino – najmanj 23 evroposlancev iz najmanj sedmih različnih držav. 8. julija sta vstopila še francoski Nacionalni zbor (RN), ki je okrepil zavezništvo s 30 evroposlanci, ter italijanska Liga.
8. julija so za predsednika novoustanovljenega zavezništva imenovali vodja Nacionalnega zbora, Jordana Bardella. S 84 evroposlanci bodo Domoljubi za Evropo postali tretja največja skupina v Evropskem parlamentu.

## Stranke članice

### 10. sklic Evropskega parlamenta
| Država         | Stranka                                                                  | Evropska stranka | Evropska stranka | Evroposlanci |
| -------------- | ------------------------------------------------------------------------ | ---------------- | ---------------- | ------------ |
| Avstrija       | Avstrijska svobodnjaška stranka Freiheitliche Partei Österreichs (FPÖ)   |                  | Patriots.eu      | 6 / 20       |
| Belgija        | Flamski interes Vlaams Belang (VB)                                       |                  | Patriots.eu      | 3 / 22       |
| Češka          | ANO 2011 ANO 2011 (ANO)                                                  |                  | Patriots.eu      | 7 / 21       |
| Češka          | Prisega Přísaha občanské hnutí (PŘÍSAHA)                                 |                  | Nobena           | 1 / 21       |
| Češka          | Za avtomobiliste Motoristé sobě (AUTO)                                   |                  | Nobena           | 1 / 21       |
| Danska         | Danska ljudska stranka Dansk Folkeparti (DF)                             |                  | Nobena           | 1 / 15       |
| Francija       | Nacionalni zbor Rassemblement National (RN)                              |                  | Patriots.eu      | 30 / 81      |
| Grčija         | Glas razuma Φωνή Λογικής (ΦΛ)                                            |                  | Patriots.eu      | 1 / 21       |
| Italija        | Liga Lega per Salvini Premier (LSP)                                      |                  | Patriots.eu      | 8 / 76       |
| Madžarska      | Fidesz – madžarska državljanska zaveza Fidesz – Magyar Polgári Szövetség |                  | Patriots.eu      | 10 / 21      |
| Madžarska      | Krščansko demokratska ljudska stranka Kereszténydemokrata Néppárt (KDNP) |                  | Nobena           | 1 / 21       |
| Latvija        | Najprej Latvija Latvija pirmajā vietā (LPV)                              |                  | ECPM             | 1 / 9        |
| Nizozemska     | Stranka za svobodo Partij voor de Vrijheid (PVV)                         |                  | Patriots.eu      | 6 / 31       |
| Portugalska    | Dovolj! Chega!                                                           |                  | Patriots.eu      | 2 / 21       |
| Španija        | Vox                                                                      |                  | Patriots.eu      | 6 / 61       |
| Evropska unija | Skupaj                                                                   | Skupaj           | Skupaj           | 84 / 720     |